# Municipio de Garfield (condado de Rush)
El municipio de Garfield (en inglés: Garfield Township) es un municipio ubicado en el condado de Rush en el estado estadounidense de Kansas. En el año 2010 tenía una población de 103 habitantes y una densidad poblacional de 0,74 personas por km².

## Geografía
El municipio de Garfield se encuentra ubicado en las coordenadas 38°25′11″N 99°4′44″O / 38.41972, -99.07889. Según la Oficina del Censo de los Estados Unidos, el municipio tiene una superficie total de 138.8 km², de la cual 138,79 km² corresponden a tierra firme y (0,01 %) 0,01 km² es agua.

## Demografía
Según el censo de 2010, había 103 personas residiendo en el municipio de Garfield. La densidad de población era de 0,74 hab./km². De los 103 habitantes, el municipio de Garfield estaba compuesto por el 97,09 % blancos, el 1,94 % eran de otras razas y el 0,97 % eran de una mezcla de razas. Del total de la población el 2,91 % eran hispanos o latinos de cualquier raza.